# Bazine
Bazine är en ort i Ness County i Kansas. Orten har fått sitt namn efter militären François Achille Bazaine. Vid 2010 års folkräkning hade Bazine 334 invånare.